# Нова Сцена (театр)
Державний театр Карпатської України «Нова Сцена» — колишній драматичний театр у місті Хуст, Закарпаття. Не плутати з Центром сучасного мистецтва «Нова Сцена», сучасним театром у Харкові.

## Історія
Перший український театр в Ужгороді відкрився 15 січня 1921 року під назвою «Руський театр товариства „Просвіта“». Керівником театру став Микола Садовський. Пізніше було засновано пластовий театр «Нова Сцена» у Хусті. Театр проіснував 5 років, з 1934 до 1939 року, та отримав назву «державного театру» у Карпатській Україні. Співзасновниками театру були пластуни брати Шерегії — Євген і Юрій-Августин та Микола Аркас-молодший. Найвизначнішою виставою в театрі була «Танго для тебе», написана Євгеном Шерегієм.